# Plagithmysus fractus
Plagithmysus fractus är en skalbaggsart som beskrevs av Sharp 1910. Plagithmysus fractus ingår i släktet Plagithmysus och familjen långhorningar. Inga underarter finns listade i Catalogue of Life.